# Refinanszírozás
A refinanszírozás (visszafinanszírozás) a monetáris politika eszköze, a „finanszírozás finanszírozása”: A hitel kondícióinak megváltoztatása általában úgy, hogy a hitel átkerül egy másik intézménybe (az eredeti hitelt kifizeti az új bank, mely új feltételek mellett nyújt hitelt az ügyfélnek). Gyűjtőfogalom, amelybe a hitelkiváltás is beletartozik. Jegybanki eszköz, amelynek során a központi bank értékpapírokat számítol le vagy visszaleszámítol, refinanszírozási hiteleket nyújt, értékpapírügyleteket köt visszavásárlási megállapodással.

## A refinanszírozási politika
A kereskedelmi bankok a hiteleiket a jegybanki forrás birtokában képesek kihelyezni. Ha a jegybank növeli a hitelkeretet, akkor a kereskedelmi bankok is több hitelt tudnak kihelyezni. Ha viszont a refinanszírozási hitelkeret csökken, úgy a kereskedelmi bankok forrásoldala is csökken. 
A banki mérlegben a következők határozzák meg a kihelyezhető hiteleket:
| Egyszerűsített banki mérleg | Egyszerűsített banki mérleg |
| --------------------------- | --------------------------- |
| Hitel                       | Alaptőke                    |
| Tartalék                    | Betét                       |
|                             | Refinanszírozási hitel      |

## A rediszkontálás
A rediszkontálás (viszontleszámítolás) a váltóformához mint speciális hitelhez kapcsolódó refinanszírozás.  Lejárat előtt a váltót forgathatják, a hátralévő kamat levonásával leszámítolják (diszkontálják). Ha a kereskedelmi bank nyújtja be a váltót a központi bankhoz, akkor rediszkontálásról vagy viszontleszámítolásról beszélünk. Ennek során a kereskedelmi bank jegybankpénzhez jut. Szerepe napjainkban gyengül.